# Кар
Марко Аурелије Кар (лат. Marcus Aurelius Carus, рођен око 230. године - умро крајем јула или почетком августа 283. године) био је римски цар (од 282. до 283. године).
Рођен је према некима у Нарони, у провинцији Далмацији, а према другима у Нарбони у Нарбонској Галији. Образовање је стекао у Риму. Постао је римски сенатор и вршио је више војних и цивилних дужности пре него што га је Проб именовао за префекта Преторијанске гарде. Након што је Проб био убијен у Сирмијуму, Кара су војници извикали за цара.
Кар се обрачунао са Пробовим убицама. Ипак, сумњало се и да је он учествовао у завери против цара. Изгледа да се није вратио у Рим, али је Сенат потврдио његов избор.
Својим синовима Карину и Нумеријану доделио је титулу цезара. Карин је постављен да управља западним делом царства, док је сам Кар, заједно са Нумеријаном, кренуо у поход против Персије. На путу према Истоку, Кар је победио Кваде и Сармате на Дунаву. Затим је преко Тракије и Мале Азије стигао у Месопотамију, коју је успео привремено освојити. У походу против Персијанаца, у једном тренутку је прешао реку Тигар.
Али, на овом походу, Кар је изненада умро. Његова смрт није разјашњена. Можда је она последица удара грома, претрпљене ране или неке болести. Сасвим је могуће да су Кара убили сопствени војници, који нису били склони тешком рату против Персије, нити су одобравали то што је Кар поставио Арија Апера за префекта преторијанске гарде.

## Порекло и породица
Будући цар Марко Аурелије Кар се родио око 223. или 224. Овај датум се заснива на наводу византијског историописца из 6. века Јована Малале да је Кар у тренутку смрти имао шездесет година (Хронографија, XII, 34). Не зна се тачно одакле је и из какве породице Кар потекао. У збирци биографија римских царева „Царској повести“ износи се неколико претпоставки о том питању:
Наиме, Онезим, који је до танчнина описао Пробов живот, тврди да је рођен и васпитан у Риму, али да су му родитељи из Илирика. Међутим, Фабије Керилијан, који је великом вештином описао Карово, Кариново и Нумеријаново време врло, тврди да није рођен у Риму него у Илирику и да му родитељи нису Панонци него Феничани. Сећам се да сам у неком дневнику прочитао да је Кар био из Медиоланума, али да је уписан у албумима скупштине града Аквилеје.
Модерни историчари, ослањајући се на латинске (Аурелија Виктора, Еутропија, Јеронима Стридонског, Сидонија Аполинара) и грчке (Јована Зонару) изворе, верују да је Кар потицао из Нарбонске Галије или њеног седишта Нарбоне. Ако је ово тачно, онда је Кар својим доласком на власт прекинуо низ царева који су потицали из Илирика. Међутим, неки научници, попут Пата Садерна, сматрају да је потекао из далматинског града Нароне. Вероватно је пре доласка на власт носио номен Нумерије (лат. Numerius), који је иначе носио његов млађи син Нумеријан.
Кар је имао два сина: Марка Аурелија Карина и Марка Аурелија Нумерија Нумеријана. Осим тога, имао је ћерку Паулину, као и унука Нигринијана (који је био или Каринов или Паулинин син), који је умро убрзо по смрти свог деде. Познато је и да је Кар био сенатор и да је до ступања на престо обављао различите војне и цивилне функције. Наводи се да је држао положај проконзула Киликије, али не и тачно кад. Осим тога, „Царска повест“ га укључује у списак војсковођа, које је сам цар Проб обучавао ратним вештинама.

## Ступање на престо
По ступању на престо Проб је именовао Кара за префекта преторијанске гарде. На основу тога се закључује да је Проб имао поверење у Кара. Међутим, за време владавине Проба Кар никада није постао конзул. Обично су префекти преторија, као на пример Луције Петроније Таур Волузијан за време Галијена и Јулија Плацидијана за време Аурелијана, након префектуре после неког времена постајали конзули..
Извори различито описују како је Кар проглашен за цара. Према једном извору, то се десило још за време Пробовог живота, а према другом после његовог убиства. Крајем 282. године, када је Проб био у Сирмијуму, рецијске и норичке легије су се побуниле, прогласивши за цара префекта преторија Кара, који је спремао војску за планирани Пробов поход против Персије. Према грчкој традицији, коју достављају Јован Зонара и Јован Антиохијски, Кар је био противан свом избору за цара. Зато се обратио Пробу, захтевајући да га овај смени са командног положаја. Проб је пак послао против побуњеника војску, која је пришла Кару. Тада је Проба убио његов телохранитељ.
Према латинској традицији, Кар се није обраћао Пробу, него се ставио на страну устаника. Даљи ток догађаја, који описују латински извори, у суштини се слаже са верзијом коју наводе грчки извори. Стога уверавање аутора „Царске повести“ о Каровој неуплетености није веродостојно, јер је управо Кар имао највише користи од војне побуне.. Када је Кар сазнао за Пробову смрт, саопштио је сенату да је вољом војске постао цар. Није чак ни тражио од сената формално одобрење. Тиме је прешао преко традиција.. Власт римских царева која се до тада крила иза републиканских обичаја сад је добила отворено ауторитаран карактер..

## Владавина
Након што је проглашен за цара Кар је по свој прилици остатак године обављао функцију конзула место Проба. Осим тога, учинио је све што је могао да оснује своју династију. За разлику од многих својих претходника, Кар је имао двојицу одраслих синова, који су му могли помагати у управљању Римског царства. Прво је старијем Карину, а затим и млађем Нумеријану доделио титулу „најплеменитих цезара“ (лат. nobilissimus Caesar) и „предводитеља омладине“ (лат. princeps iuventutis). Осим тога, следеће године Карин је заједно са својим оцем постао конзул и унапређен у звање августа (тј. постао је равноправан Каров савладар), а Нумеријана оженио ћерком новог префекта преторија Арија Апера. За време своје кратке владавине Кар је наставио политику јачања моћи римске војске која је започета још за време Клаудија II Готског и Аурелијана. Каровим наређењем оштро су кажњене Пробове убице.

### Bellum Sarmaticum (Сарматски рат)
Већ на почетку своје управе Кар се суочио са једним важним проблемом. Наиме, Сармати и Квади су прешли Дунав и упали у Панонију. Претили су да ће да угрозе и Тракију и Италију. Како изгледа Кар није ни посетио Рим, него се одмах упутио у Панонију да заустави упад варвара. Захваљујући својој војничкој вештини нанео је тим племенима тежак пораз, уништивши око шеснаест хиљада војника и заробивши још око двадесет хиљада душа оба пола (Hist. Aug., IX, 4). Ови заробљеници су приказани на Нумеријановим новчићима. Нумеријан је представљен на кочијама заједно са својим оцем. Натпис гласи „TRIVNFV(s) QVADOR(um)“ (победа над Квадима). Сармати и Квади су по свој прилици поражени крајем 282. године.
У част ове победе Кар и његови синови су добили победничку титулу „Германски Највећи“ (лат. Germanicus Maximus).Натпис из Аквинкума CIL III 3469 не треба доводити у везу са Каровим ратом против Квада и Сармата из 282. Вероватно се односи на Каринов рат против Квада из 283. Према мађарском историчару Гези Алфелдију, један налаз новца из Шимановаца код Земуна по свој прилици има везе са упадом Сармата који се помиње у „Царској повести“. 
Лака победа коју је Кар извојевао може се схватити ако се има у виду да је Проб за поход на Персију скупио велику војску и сконцентрисао је на простору Сирмијума и Сингидунума. Међутим, пораз који су Сармати претрпели није био тежак колико год се то можда чинило када се чита „Царска повест“. Већ је Диоклецијан морао да води низ казнених експедиција против Сармата и утврђује доњопанонски лимес.

### Поход на Персију
Поразивши Сармате и Кваде Кар је заједно с Нумеријаном прошао Тракију и малоазијске провинције и дошао до римско-персијске границе. Ковница новца у Кизику је поводом доласка Кара и Нумеријана на исток штампала новац с натписом „adventus“ (долазак).. Кар је оставио старијег сина Карина да пази на поредак у западним провинцијама, посебно у Галији. Према саопштењу Флавија Вописка Сиракужанина, Кар је себе назвао несрећним због тога што је послао Карина у Галију да влада његово име. Хтео је да га лиши звања цезара..
Кар је објавио да главни циљ његове владавине представља покоравање Сасанидске државе и васпостављање римске власти у Месопотамији. Поход на Персију је планиран још за време Аурелијана, али он га није успео реализовати, јер је убијен на путу на исток. И Проб је хтео да поврати изгубљену земљу, али ни он није успео да спроведе своју замисао у дело. Једино је Кару успело да реализује поход на Персију. Посао су олакшали унутрашњи немири у персијској држави за време владавине Бахрама II. Против Бахрама је устао његов рођени брат Хормизд, који је покушао да успостави независну државу у источном делу Сасанидског Ирана..
Сазнавши за планове Римљана, уплашени Персијанци су их покушали задржати дуготрајним преговорима. С тим вези се наводи једна прича. Наиме, персијски посланици су доспели у римски логор у време заласка сунца, када је римска војска вечерала. Персијанци су изразили жељу да присуствују вечери римског цара. Видели су Кара одевеног као сви војници, који су седели на трави. Цар је вечерао чорбу од грашка и комад старе усољене свињетине. Једино је пурпурни плашт који је лежао поред њега указивао на његов висок положај. Иако је опазио посланике, Кар се није чак ни померио. Позвао је Персијанце к себи и рекао да ако њихов цар не удовољи свим његовим захтевима да ће персијски пашњаци и поља постати огољенији него његова глава. Како би потврдио то, открио им је своју ћелаву главу. Поручио им је још да ако су гладни могу вечерати заједно с њим, а ако не, да сместа напусте римски логор и врате се свом цару.
Поход против Персијанаца је био успешан. Према гало-римском писцу из 5. века Сидонију Аполинару, римска војска под командом Кара и Нумеријана упала је у Персију преко Јерменије. Затим се Кар спустио низ месопотамску реку Тигар, не наилазећи током пута ни на какав отпор. Спречен унутрашњим немирима персијски цар Бахрам II није могао да употреби све снаге за борбу против Римљана. Кар је стигао до престонице персијске државе Ктесифона и освојио је. Затим је прешао на супротну обалу Тигра и заузео још један велики месопотамски град Селеукију. Након тога Кар и његови синови су добили победничку титулу „Персијски Највећи“ (лат. Persicus Maximus) или „Парћански Највећи“.
Ова постигнућа су у извесној мери компензовала поразе које су Римљани претрпели претходних година. Затим је цар решио да увећа успех и настави поход, продрвши дукобо у унутрашњост персијске територије. По свој прилици, префект преторија Арије Апер био је присталица ове замисли.

## Смрт
Кар је умро усред похода на Персију, крајем јула или почетком августа 283. године, у свом шатору, под околностима које нису до краја разјашњене. Стари извори тврде да је умро од болести или да га је убила муња у знак божанске одмазде. Наиме, предсказано му је да ће га победа пратити до Ктесифона. Он је упркос томе продужио с походом даље.
У „Царској повести“ (Vita Cari, Carini et Numeriani, VIII, 5-7) наводи писмо неког Јулија Калпурнија, који је за време Карове владавине обављао функцију секретара, у коме се говори о царевој смрти:
Док се наш цар Кар, који нам је заиста био драг,превијао од болова и лежао у шатору, изненада је настало невреме и задувао такав вихор да је све била прекрила тама и да се људи нису могли међусобно препознати. А онда нам је свима непрекидно севање муња и тресак громова — попут муња са пламеног неба — одузело моћ да спознамо шта се стварно дешава око нас. Наиме, изненада се повикало да је цар мртав, и то после особито јаке грмљавине која је била све живо престравила. Утом се десило то да су сабори, жалостећи се због цареве смрти, запалили шатор. Затим се изненада појавила се прича да га је убила муња. Међутим, колико смо ми упознати с тим, сигурно је да је умро од болести.
Претпоставља се да је Кар убијен уз помоћ префекта преторија Арија Апера. Према другом мишљењу, узрок цареве смрти треба тражити у болести. Звучи невероватно да Кар који је однео велику победу убијен у римском логору. Осим тога, његов син Нумеријан је без икаквих сметњи заузео престо, не наишавши ни на какву опозицију. Друга верзија заснива се на причи Јована Малале. Према њему, Кар је убијен у походу против Хуна после похода на Персију. С њим је сагласан и Јован Зонара (XII, 30). Међутим, из њихових хроника се не може закључити где су се Хуни у то време налазили. Уосталом, овај народ се у изворима јавља много касније. Ближе податке о њима и простору који су насељавали пружа готово искључиво „Историја“ (лат. Res gestae) Амијана Марцелина из друге половине 4. века.
После смрти Кар је деификован.

## Хронологија
Карова владавина је трајала нешто мање од годину дана. Хронограф из 354. године наводи да је владао 10 месеци и 5 дана.
Теодор Бернхард на основу закона C. J. II 56, 2 издатог, између осталог, у Карово име, „осмог дана пре јануарских календи“ (25. децембра) тврди да је Кара снашла смрт крајем 283. Хенри Фајнс Клинтон тврди да датум овог закона не ваља, односно да место „VIII K. Jan.“ (осми дан пре јануарских календи = 25. децембар) треба да стоји „Kal. Januar.“ (јануарске календе = 1. јануар). На тај начин он поткопава датирање овог закона 25. децембра. И у случају закона C. J. V, 71, 7 тврди да датум не ваља, односно да место „VI Id. Sept.“ (шести дан пре септембарских ида = 8. септембар) треба да стоји „VI Kal. Dec.“ (шести дан децембарских календи = 26. новембар).

## Занимљивост
Јозеф Фогт и Алфред Домашевски су своје хронолошке прорачуне базирали на александријском новцу и Хронографу. Према Фогту, Кар је владао негде између 28. августа 282. и 29. августа 283. године. Према Домашевском, Кар је отприлике владао од 7. септембра 282. до 11. јула 283. Салмедин Месиховић се такође ослања на александријски новац, те тврди да је Кар умро убрзо након 29. августа 283.
Херман Шилер и његови следбеници на основу једног рескрипта издатог у Карово име „шестога дана пре децембарских ида“ (8. децембра) тврде да је цар био жив до децембра. Том Б. Џоунс је на основу епиграфских извора дошао до закључка да је Кар владао од септембра или октобра 282. до децембра 283. У прилог Џоунсовом прорачуну иде чињеница да су олује са грмљавином у Месопотамији најучесталије у периоду новембар-март, а никада у јулу.

Опште је познато да је трећи век био увелико век прогона хришћана. Тако су и свети лекари Козма и Дамјан били оптужени пред овим царем за веру у Христа. Како житија сведоче ових светитеља, Кар је инсистирао да се одрекну вере у Христа и да принесу жртву боговима Римске империје. То су лекари одбили и изобличавали су цара, не би ли прихватио веру у Христа. Цар како није поверовао, према предању укочио му се врати и цела глава. То стање је трајало све док цар није исповедио веру у Христа и одбацио веру у богове.

## Резултати владавине
Карова победа на истоку била је важна како с политичке, тако и с културне тачке гледишта. Она је омогућила Диоклецијану да закључи мировни уговор 288. године чији услови су непознати. Африкански песник Марко Аврелије Олимпије Немезијан посветио је неке делове свог дела „Кинегетика“ (О лову) Каровим и Нумеријановим победама. Чак је помињао тријумфални повратак царева у Рим, који се заправо није догодио. Карова постигнућа су памћена и у 5. веку. Песник и писац Сидоније Аполинар обраћао се Консенцију Нарбонском, подсећајући га о победама својих суграђана. и Синезије Киренски помиње Кара у свом раду „О царству“ Царска повест карактерише Кара као „човека, да тако кажем, осредњег, кога пре треба сврстати међу добре него међу лоше цареве, који би био далеко бољи да Кара није оставио за наследника“. Међутим, на другом месту га већ оцењује као „доброг цара“, јер је „разбио Сармате који су се по Пробовој смрти тако осилили да су претили да ће навалити не само на Илирик, него и на Тракију и на Италију“.